# Aiphanes macroloba
Aiphanes macroloba är en enhjärtbladig växtart som beskrevs av Karl Ewald Maximilian Burret. Aiphanes macroloba ingår i släktet Aiphanes och familjen Arecaceae. Inga underarter finns listade i Catalogue of Life.